# Stripschapprijs
Los Stripschapprijs son un premio concedido a historietistas de todo el mundo por el conjunto de su obra que otorga anualmente la Stripschap, una sociedad holandesa de aficionados a los cómics. No supone ninguna compensación económica.

## Winners
- 2013 - Paul Teng[2]
- 2012 - Eric Heuvel[3]
- 2011 - Minck Oosterveer
- 2010 - Jesse van Muylwijck[4] (De Rechter)
- 2009 - Barbara Stok (Barbaraal)
- 2008 - Erik Kriek (Gutsman)
- 2007 - Aloys Oosterwijk (Willems Wereld y Cor Morelli)
- 2006 - Gerard Lever (Oktoknopie)
- 2005 - Jan Steeman (Roel Dijkstra y Noortje)
- 2004 - Mark Retera (DirkJan)
- 2003 - John Reid, Bastiaan Geleijnse y Jean-Marc van Tol (Fokke & Sukke)
- 2002 - Eric Schreurs (Joop Klepzeiker)
- 2001 - Daan Jippes (Donald Duck)
- 2000 - Willem
- 1999 - Peter de Wit (Gilles de Geus, Sigmund)
- 1998 - Joost Swarte
- 1997 - Peter Pontiac
- 1996 - Hanco Kolk (Gilles de Geus, Meccano)
- 1995 - Wilbert Plijnaar, Jan van Die y Robert van der Kroft (Sjors en Sjimmie, Claire)
- 1994 - Don Lawrence (Storm, El Imperio de Trigan)
- 1993 - Kamagurka (Bert en Bobje, Cowboy Henk)
- 1992 - Hein de Kort (Dirk & Desiree, Eikels etc.)
- 1991 - René Windig y Eddie de Jong (Heinz)
- 1990 - Henk Kuijpers (Franka)
- 1989 - Theo van den Boogaard (Sjef van Oekel)
- 1988 - Toon van Driel (FC Knudde, Stamgasten)
- 1987 - Gerrit de Jager (Familie Doorzon)
- 1986 - Dick Matena
- 1984 - Piet Wijn (Aram van de eilanden, Douwe Dabbert)
- 1983 - Peter van Straaten (Vader en Zoon)
- 1982 - Marten Toonder (Tom Poes)
- 1981 - Jean Dulieu (Paulus the woodgnome)
- 1980 - Jan Kruis (Jan, Jans en de Kinderen)
- 1979 - Jaap Vegter
- 1978 - Martin Lodewijk (Agent 327)
- 1977 - Leny Zwalve y Evert Geradts (Jan Zeiloor, revista Tante Leny Presenteert)
- 1976 - Hans G. Kresse (Eric de Noorman) y Lo Hartog van Banda
- 1975 - Maurice Tillieux (Guus Slim) y Jijé (Jerry Spring)
- 1974 - Publisher Skarabee